# Ars Didactica
Ars Didactica – Alte Sprachen lehren und lernen ist eine wissenschaftliche Schriftenreihe aus dem Bereich der Klassischen Philologie und der Didaktik der Alten Sprachen.

## Geschichte der Reihe

### Gründung und frühe Phase (2015–2019)
Aus einer Initiative am Fachgebiet Klassische Philologie der Philipps-Universität Marburg heraus wurde die Reihe Anfang Februar 2015 unter dem Titel Ars Didactica – Marburger Beiträge zu Studium und Didaktik der Alten Sprachen von Boris Dunsch, Magnus Frisch, Hans-Joachim Glücklich, Rainer Nickel und Felix M. Prokoph begründet, um ein Forum für Publikationen zur Didaktik des altsprachlichen Unterrichts sowie für Lehr- und Arbeitsbücher zum Studium der Klassischen Philologie zu bieten. Vorausgegangen waren im Jahr 2014 konzeptionelle Vorüberlegungen auf Grundlage der Beobachtung, dass nach Einstellen verschiedener Reihen, insb. der Reihe Auxilia, eine Fachwissenschaft- und -fachdidaktik verzahnende Schriftenreihe, die entscheidend zur auch überfachlichen Sichtbarkeit der Alten Sprachen beiträgt, inzwischen ein dringendes Desiderat darstellte.
In der Reihe erscheinen sowohl fachdidaktische Monographien und Sammelbände zum Schulunterricht der Fächer Latein und Griechisch als auch „Hilfsbücher“ für deren Studium an der Universität. Im Bereich der Fachdidaktik werden in erster Linie unterrichtspraktische Arbeiten und Sammelbände mit Beiträgen von Lehrern, Fachwissenschaftlern und Fachdidaktikern veröffentlicht. Daneben werden auch ausgezeichnete fachdidaktische Staatsexamensarbeiten und Sammlungen herausragender, thematisch affiner Seminararbeiten einem breiteren Fachpublikum und vor allem den Fachkollegen an den Schulen zugänglich gemacht. Für die in der Didaktik der Alten Sprachen traditionell etablierten Hilfsbücher wird ein breites Verständnis zugrunde gelegt. So können in die Reihe auch Texte, Kommentare und Lektürekonzepte aufgenommen werden, die im Lektüreunterricht in Griechisch bzw. Latein zum Einsatz kommen können.
Dezidiertes Anliegen der Gründungshergeber war es, die Bände der Reihe so günstig wie möglich anbieten zu können, damit sie auch für Studenten und Referendare erschwinglich sind und einen möglichst breiten Leserkreis finden. Daher wurden die ersten fünf Bände im Kartoffeldruck-Verlag von Kai Brodersen publiziert, der die Bücher zum reinen Selbstkostenpreis verlegt.
Bereits gut ein halbes Jahr nach Gründung der Reihe konnte im September 2015 konnte der Auftaktband erscheinen.

### Weitere Entwicklung und Neuausrichtung (ab 2020)
Nach erfolgreichem Abschluss der ersten fünf Bände und ihrer positiven Aufnahme in der Fachwelt erfolgten zum Jahr 2020 einige Veränderungen: Boris Dunsch und Magnus Frisch schieden aus dem Herausgeberkreis aus, Ivo Gottwald kam neu hinzu. Die Reihe wird nunmehr also von Hans-Joachim Glücklich, Ivo Gottwald, Rainer Nickel und Felix M. Prokoph herausgegeben. Die veränderte Zusammensetzung des Herausgebergremiums und die dadurch sichtbare Weitung über den Marburger Entstehungskontext hinaus wurde auch im Unterteil der Reihe sichtbar, der von Marburger Beiträge zu Studium und Didaktik der Alten Sprachen in Alte Sprachen lehren und lernen geändert wurde. Außerdem fand im Rahmen dieser größeren Umorganisation und Neuausrichtung ein Verlagswechsel statt: Ab Band 6 erscheinen die Bände bei Propylaeum eBooks. Dadurch können die Bände als e-books und im Open-Access-Format (pdf) publiziert werden; sie werden aber außerdem auch in gedruckter Form zum käuflichen Erwerb angeboten (Print-on-Demand). Die Bände 2, 3 und 5, die gedruckt im Kartoffeldruck-Verlag erschienen waren, werden bei Propylaeum außerdem als e-books verfügbar gehalten.

## Bände

### Überblick
Bis 2021 sind in der Ars Didactica acht Bände erschienen. Weitere Bände sind in Planung.
Zu den Bandautoren und -herausgebern gehören bisher Miriam Daum, Magnus Frisch, Hans-Joachim Glücklich, Peter Kuhlmann, Valeria Marchetti und Rainer Nickel. In den Sammelbänden finden sich Beiträge von Gregor Bitto, Tobias Brandt, John Bulwer, Renate Glas, Hans-Joachim Glücklich, Niels Herzig, Henning Horstmann, Jessica Kreutz, Florian Krüpe, Matthias Korn, Christoph Kugelmeier, Peter Kuhlmann, Michael Lobe, Valeria Marchetti, Immanuel Musäus, Rainer Nickel, Jens Pieckenhahn, Anna Elissa Radke, Wolfgang Schoedel, Ingvelde Scholz, Michael von Albrecht, Katharina Waack-Erdmann und Heike Wolf.

### Bisher erschienene Bände
- Magnus Frisch (Hrsg.): Alte Sprachen – neuer Unterricht (Ars Didactica; Bd. 1). Speyer 2015, ISBN 978-3-939526-24-7.
- Mirjam Daum: Wortschatz und Lehrbuch. Ein Kriterienkatalog für die Wortschatzkonzeption in Lateinlehrwerken (Ars Didactica; Bd. 2). Speyer 2016, ISBN 978-3-939526-28-5.
- Rainer Nickel: Übersetzen und Übersetzung. Anregungen zur Reflexion des Übersetzens im altsprachlichen Unterricht (Ars Didactica; Bd. 3). Speyer 2016, ISBN 978-3-939526-29-2.
- Magnus Frisch (Hrsg.): Metrik im altsprachlichen Unterricht (Ars Didactica; Bd. 4). Speyer 2018, ISBN 978-3-939526-37-7.
- Rainer Nickel, Kofferpacken mit Ovid. Anregungen zur Herstellung von Annäherungstexten (Ars Didactica; Bd. 5). Speyer 2018, ISBN 978-3-939526-35-3.
- Peter Kuhlmann / Valeria Marchetti (Hrsg.): Cicero als Bildungsautor der Gegenwart (Ars Didactica; Bd. 6). Heidelberg 2020, ISBN 978-3-948465-53-7. (PDF), ISBN 978-3-948465-54-4. (Hardcover).
- Rainer Nickel: Semantische und pragmatische Aspekte des Übersetzens lateinischer Texte (Ars Didactica; Bd. 7). Heidelberg 2021, ISBN 978-3-948465-18-6 (PDF). ISBN 978-3-948465-19-3 (Hardcover).
- Hans-Joachim Glücklich (Hrsg.): Sermones. Satiren zur Gegenwart. Lateinisch und Deutsch von Michael von Albrecht. Mit Beiträgen von Michael von Albrecht, Hans-Joachim Glücklich und Michael Lobe (Ars Didactica; Bd. 8). Heidelberg 2021, ISBN 978-3-96929-025-5 (PDF). ISBN 978-3-96929-026-2 (Hardcover).